# Oncodamus bidens
Espèce
Synonymes
- Centropelma bidens Karsch, 1878

Oncodamus bidens est une espèce d'araignées aranéomorphes de la famille des Nicodamidae.

## Distribution
Cette espèce est endémique de Nouvelle-Galles du Sud en Australie.

## Description
Le mâle décrit par Harvey en 1995 mesure 4,02 mm et la femelle 5,16 mm.

## Publication originale
- Karsch, 1878 : Exotisch-araneologisches. 2 Zeitschrift für die gesammten Naturwissenschaften, vol. 51, p. 771-826.